# Oreocereus leucotrichus
Oreocereus leucotrichus là một loài thực vật có hoa trong họ Cactaceae. Loài này được (Phil.) Wagenkn. mô tả khoa học đầu tiên năm 1956.

## Hình ảnh

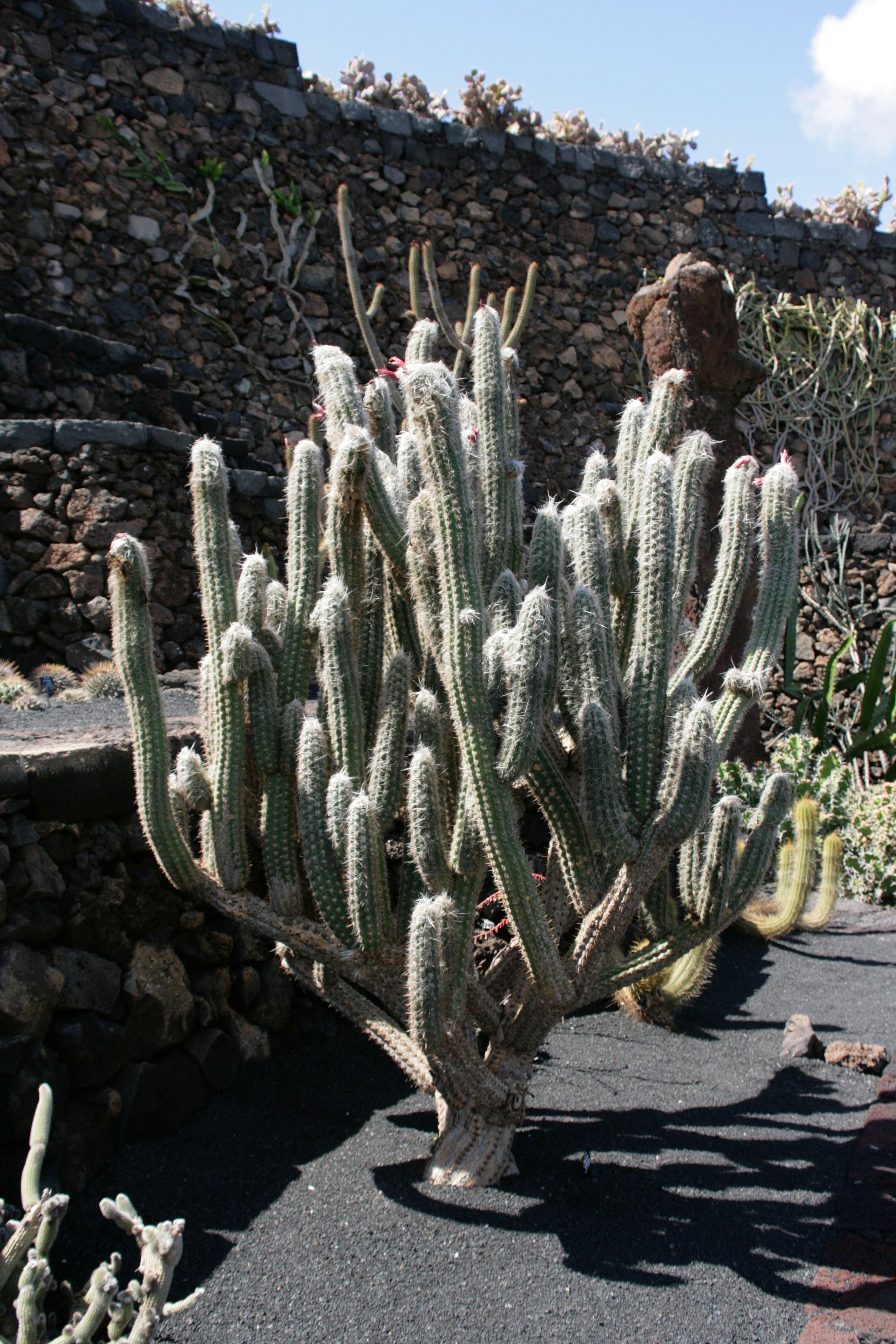
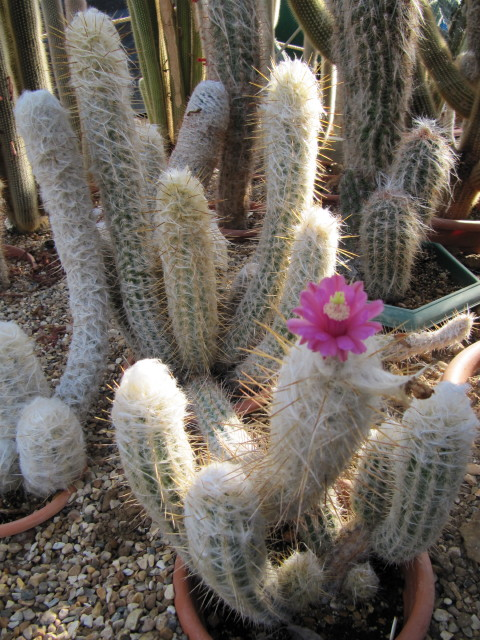
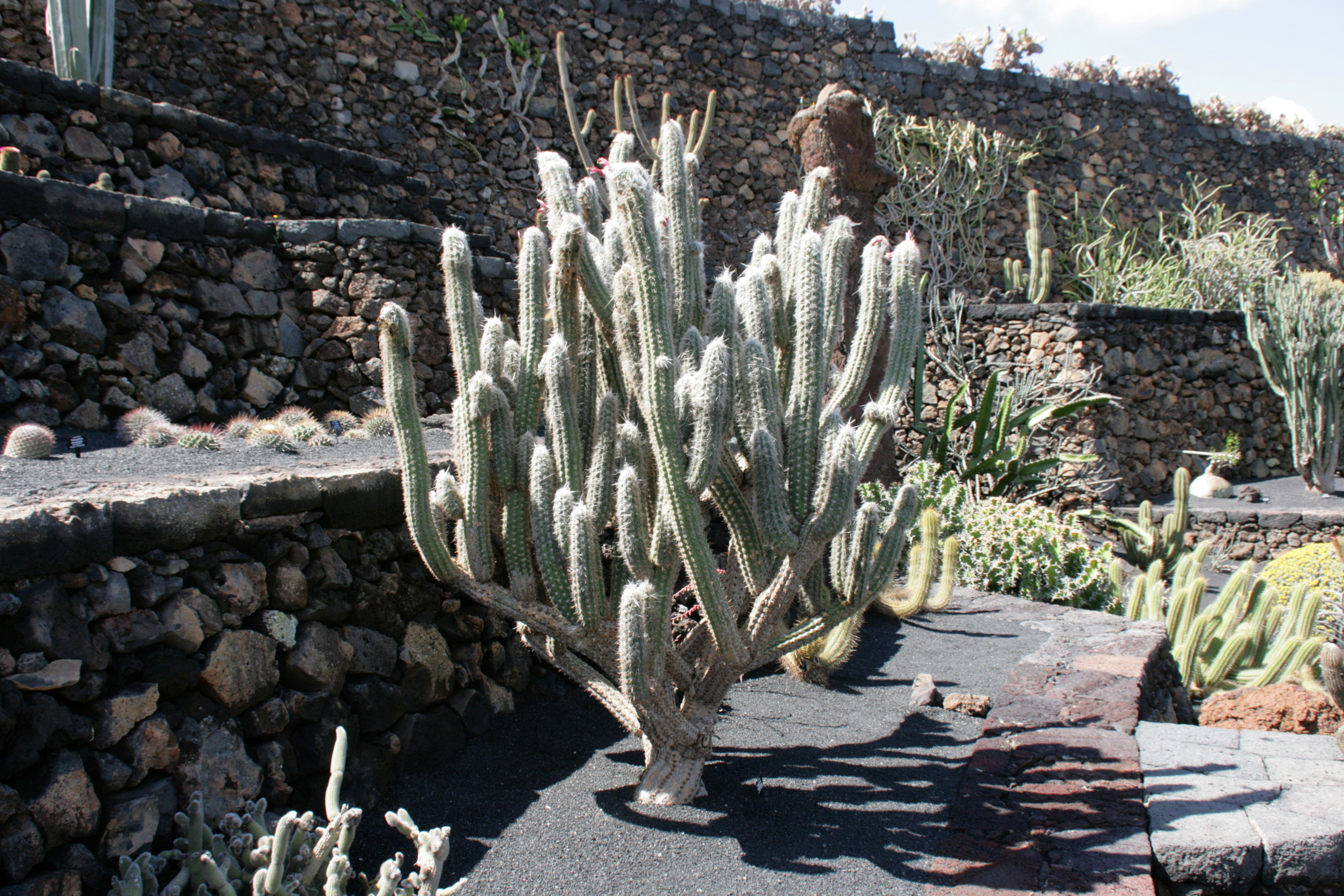